# 西北民主联军
西北民主联军是1945年至1949年的西北战场上从国民革命军起义投共后的几支部队的番号。

## 西北民主联军第三十八军
1944年3月调第三十八军军长赵寿山去重庆受训，即任命坚决反共的张耀明及随带部分军官，接任第三十八军军长，开始整肃内部左倾军官。形势恶化，中共第三十八军秘密工委书记蒙定军、工委负责人郝克勇（范明）先后离开部队回西安和延安，第三十八军前方工委由梁励生、徐又彬、朱曼青三人负责。
原杨虎城的陕军主力编成的国民革命军第三十八军地下工委书记蒙定军报请中央派人来该军协同工作。1945年1月初，中共中央派周仲英（原山西新军决死第一旅政委）、张西鼎，2月初到河南洛宁搞统战工作，整顿三十八军党的组织，二人向三十八军地下党组织传达了中央指示：“估计国民党可能有阴谋，部队应提高警惕，走好应变准备。一旦部队处境危险，便依然自决行动。一切以保存抗日力量为主。”后因军长张耀明风言要抓左倾嫌疑分子，周仲英秘密转移到陕县宫前乡青石沟以山货商的身份隐蔽，张西鼎转移到陕州国民兵团尤继贤处（店子乡小南川）。1945年3月，盘踞在洛宁的日军三千余人突然发动进攻。第十七师与新三十五师并肩作战，抗击月余。1945年4月，新三十五师到后方休整，第十七师继续与日军战于中山镇、重阳镇一带两月有余。根据当时形势，第十七师地下党决定：“为了保存实力，避免正面伤亡，以侧击、伏击为主，必要时转进敌后，和八路军会合作战。”党内领导成员徐幼彬作了传达，全师行动由刘威诚负责指挥，并指定各团负责人为张复振、崔治堂、雷展如等。1945年5月下旬豫西事变前夕，周仲英在地下党组织的掩护下离开青石沟，到达豫西二分区驻地渑池县西村村，向韩钧司令员和刘聚奎政委介绍了工作情况，请他们代向中央发报，说已和孔从周见面，部队思想已趋稳定，目前部队情况良好。但形势有变，估计国民党可能有阴谋，一旦部队处境危险，便将自觉行动，请中央给予指示。中央回电：仲英可住韩钧处，并与38军保持联系；同意部队所定方针，一切以保存抗日力量为主；其余问题照仲英离延安时中央意见和上月给王（树声）戴（季英）刘（子久）去电原则处理。中央任命周仲英为王树声、戴季英领导的河南军区军政委员会委员，以便领导38军的各项工作。1945年月，新三十五师进入重阳镇、程家岭、娘娘庙之线，第十七师在第二线下峪、故县一带，作备战态势。
1945年国军大整编，第17师可能会被肢解。中共中央、毛泽东指示：“三十八军第十七师先回到晋冀鲁豫解放区。五十五师准备利用国民党整编机会争取获得新装备再回来。”1945年6月，胡宗南以整编为名，命令第三十八军和第九十六军合编为第三十八军，辖十七师、五十五师(新三十五师改编)、一七七师，把两军的14个团缩编为9个团，编散刘威诚领导的第51团，调刘威诚任十七师师副。1945年6月中旬，中共陕西工委书记蒙定军通知三十八军党组织，做好起义的准备工作；蒙定军又向三十八军地下党联络员鱼化龙传达中共中央决定：三十八军立即起义，能拉多少算多少，当然越多越好；起义时间越快越好，最迟不超过7月份。1945年7月上旬明升暗降，把第四集团军总司令孙蔚如调任土木系嫡系组成的第六战区任司令长官。第四集团军总司令孙蔚如调离时，于7月10号前后召集营长以上干部去集团军总部驻地卢氏县送别，第十七师各部党员干部借机串联，刘威诚在野外和第五十五师师长孔从周商量全军行动问题，考虑到第五十五师当时在抗日第一线面临大敌，如撤离阵地必遭日军突然袭击，不利于第十七师的安全，决定还是第十七师首先行动。刘威诚先期离开卢氏总部，到张湾一七七师和卢松轩、周益三等略议后，又到十八盘找梁励生营长说明意见，让召集营长会议按三月决定行动。1945年7月中旬，在第四九团三营营部驻扎的洛宁县老虎头山下的鲤鱼铺村，工委的梁励生、朱曼青、徐又彬三负责人和刘侠僧、雷展如开会研究起义行动，统一了对部队公开动员时的口径：以拥护孔从周师长领导我们去敌后打游击为号召，先杀陕奸张耀明，举行全军起义。梁励生最后下决心：“大家要提着头干到底！”分工梁励生负责全面；朱曼青驻鲤鱼铺具体协助掌握全盘；范蠡镇第四九团团部和一、二营及军部各直属队统由第一〇五团团长（原第四九团副团长）崔治堂指挥；第五十团由徐又彬负责，并以三营营部（营长刘侠僧）为指挥部，指挥故县镇所驻各部队，解决师部及其直属连队；师部以警卫连为主，统由五十团团副刘汝和指挥，警卫连长郝世英协助，解决通讯连卫生队及各科处室的部队，并由刘汝和亲自带警卫连马佐民排包围代师长李维民住所，限制其自由。第五十团陈嘉谋营以换防为名进驻娘娘庙附近，严密监视王遂庆独立团；第五十一团由雷展如负责；刘威诚联系孔从周师长一起行动。筹备至少五天的粮秣给养，所有械弹被服一律带走，不得遗弃。并说服辎重营营长史振清随部队一起走。起义后，军事上拥护孔从周师长和刘威诚副师长的指挥。党的负责人梁励生同志认为：“张复振与代师长李维民关系密切，行动之前必须暂不告张，先解决师部，”对张复振妥为保护，暂不告知，起义胜利后一块行动。对代师长李维民不能带走，行动之前先监视起来，不让离开他的房子，并防止其他人接近，待起义胜利后，将他的枪、马、护兵全给其留下。对反共的政工人员和中央军官学校西安分派来的军官集中起来严密监视、带走，等到适当时机，对表现好的，“愿留者留下”，其他可发路费放走。部队行动时，严格注意纪律，不能抢东西，不能放枪，不能乱杀人，如影响起义行动，或有破坏起义活动者，必须坚决处理。长刘侠僧建议：“必要时以我的营部作为指挥所，解决师部。只要刘威诚带51团过了洛河，我们就是胜利”等。
起义前夕，第十七师的组织架构：
- 代师长李维民
- 副师长刘威诚（党员）[註 4]
- 参谋长段森
- 第四十九团 驻范里镇。原副团长崔治堂（党员）
  - 第一营驻范里镇
  - 第二营驻范里镇
  - 第三营驻扎的洛宁县老虎头山下的鲤鱼铺村。营长梁励生(中共地下工委书记）
- 第五十团 驻故县镇 团长张复振 团副刘汝和（党员）
  - 一营营长雒启仁
  - 二营营长 陈嘉谋（党员）
  - 第三营 营长刘侠僧（党员） 副营长赵锦堤
    - 七连连长陈光舜（党员）
    - 八连：架子连，未完成组建
    - 九连连长赵廷仁（党员）
    - 机枪连连长何振宣（党员）
    - 步炮连连长高岗
- 第五十一团 原任团长刘威诚（党员）  副团长白方彬
  - 一营营长陈居莘（党员）
  - 营长雷展如（党员）
  - 营长周在西
    - 七连连长程建家（党员）
- 师直属部队：
  - 辎重营营长史振清
  - 特务连长郝世英（党员） 马佐民排
  - 搜索连连长李光裕，三个党员排长：韩力平，席尚儒、赵侠凌
  - 工兵连连长峦金山（李维民同乡、亲信）
  - 通讯连
  - 卫生队

1945年7月17日按师部拨编令，利用各营出发归还新建制的机会，该军第17师的第50、第51两个团及第49团的1个营，共2300余人，在刘威诚（第51团团长）、张复振（第50团团长）、徐又彬、梁励生、雷展如等的率领下，在河南洛宁县故县镇起义，49团团部和1营、2营由于负责人犹豫未能参加起义。梁励生果断地下决心，49团3营按原定计划行动；随后，各连按事先规定的行军序列冒雨出发了。3营8连、9连、机枪3连于7月18日凌晨强行到达洛宁故县镇。7连赵有才排掩护梁励生和7连渡河后，于凌晨4时到达全师集结点。与此同时，50团、51团也按原定计划开始行动。各单位执行统一的起义计划进展顺利。特别是51团全团人员携带全部马匹、武器弹药、被服装具，北渡洛河向师部集中。因连日降雨，洛河水猛涨，且仅有一条渡船，他们井然有序，先以第1营渡河，过河后协助50团解决师部有关连队的武装。全团渡河完毕。7月18日在洛宁故县镇集结完毕。梁励生宣布：由刘威诚、张复振、梁励生、徐又彬组成指挥部，张复振为师长，刘威诚为政委，梁励生为副师长兼49团团长，陈嘉谋为50团团长，陈居莘为51团团长，雷展如为51团副团长。7月18日当晚宿营于五十五师左翼阵地延线娘娘庙，五十五师长孔从周派党员营长李慕愚赶来联络。7月19日，坚决甩掉包袱，将扣留的副团长、营长及其政工人员数十人全部发给川资遣送回乡，腾出兵力作战备使用，从王遂庆独立团阵地突出国军防区。7月20日利用与洛宁民团团长刘遵三(原韩复渠部团长)的关系，给了些枪弹，顺利沿北山观音堂山脚东进。7月22日清晨，八路军河南军区第二军分区副司令员孔令甫带十余骑迎接，并说：“查玉升团长也来接你们，因路线不明，误了时机。”进入解放区后，八路军河南军区豫西二分区与司令员韩钧、政委刘聚奎部会师。23日全师行至李家楼、渑池车站附近的仰韶第二军分区所在地。专员贺崇升、司令员韩钧及随行的张西鼎、尤继贤等和在陕州搞革命武装的人员百余人都来迎接。
8月下旬北渡黄河进入晋冀鲁豫解放区，受到太岳解放区负责人陈赓、王新亭、聂真、牛佩琮、裴丽生等的接见。派梁励生、张进修率兵两营，协助陈康部队解放了垣曲。1945年9月，周恩来在和第十七路军的人谈到第十七师起义时说：“请你告诉蔚如先生，抗战以来，我们没有分化和瓦解任何友军部队。十七师是虎城的部队，也和我们合作最早，我们更不能分化他们。因为他们在张耀明压迫之下感觉无法生存下去，主动拉入解放区，我们不能拒绝。你告诉蔚如先生，我们仍保留该师原来的番号，和八路军部队同样待遇。有一天虎城先生出来要带兵，我们一定让它再回去。”周恩来在重庆告诉正在集训的孙蔚如：“这支部队是杨虎城将军领导的部队，回到解放区后番号不变，同八路军一样待遇。”1945年9、10月间的上党战役，第十七师参战，担任了北路阻阎锡山援军南下长治、合围援军时切断其归路的战斗，俘敌千余人，亦有些缴获，胜利归来，但也在作战中暴露了旧军队的一些残余作风。10月初，中央和毛泽东电令：“十七师归刘、邓指挥，参加平汉线战役，完成一等历史任务。”该部和高树勋起义部在武安一起参加了整训。
1946年4月29日，刘伯承、邓小平得到孔从周的密报后，致电中央：“三十八军之孔师，已被整编为旅，孔被调为副军长。胡宗南知该师与我党及民盟有联络，拟将其营以下干部完全调换。孔在此种危机下，请求起义甚急，已派专人来邯郸面谈，5日左右可到。究应如何处理，请中央考虑速示复。”当天下午中央复电：

刘邓：

绝密。俭艳电已悉。

孔师既无法隐蔽且有危险，应乘东北尚未停战，陇海、平汉尚在加修堡垒，以反对内战为号召，立即起义，拉至解放区。该三十八军之其他部分，凡不能隐蔽者，应一同起义拉至解放区。并请你们妥善布置接应与堵击追兵。此复。

中央艳（二十九日）

根据中央指示，刘伯承、邓小平当即组织人员赶赴焦作部署接应起义事宜。国方从八路军加速造船、修路等迹象判断出整编第55旅的动向，假借“新乡一带发现土匪”命令整55旅乘火车开赴新乡剿匪。孔从周住在巩县焦湾（今属康店镇）的部属谢友三家，闻讯立即渡过洛河，绕行到巩县新沟村第164团一营驻地，召开紧急会议，匆忙发动起义。1946年5月15日，整编第38师副师长孔从周、整编第55旅副旅长孙子坤、副旅长殷义盛率部3000余人在河南巩县起义，旋即被镇压，孙子坤被俘后在南京雨花台被枪决。孔从周以陕西《平民日报》记者证混过保安队盘问，到禹县搭乘拉炭汽车到南阳城外，1946年8月到达山东菏泽。1946年8月8日整编第38师整编第177旅第530团第一营第二连连长吕元璧、第三连连长薛生荣在辉县起义，顺利进入太行第3军分区驻地林县杨柳川。与此同时，整编第177旅第529团的一个机枪排也起义进入解放区。
1946年9月13日在邯郸四万余人集会，晋冀鲁豫边区军政首长薄一波、杨秀峰和邯郸市委负责人出席大会并讲话，孔从周致答词，大会通电全国，并向延安中共中央、毛泽东主席、朱德总司令发致敬电，成立西北民主联军第三十八军，辖2个师4个团又1个教导团7597人，归刘伯承、邓小平的八路军晋冀鲁豫军区领导：
- 军长孔从周
- 政治委员汪锋
- 副军长陈先瑞、刘威诚
- 参谋长王汝昭
  - 副参谋长殷义盛
- 政治部主任周仲英/崔仲远
  - 组织部长刘庚
  - 宣传部长赵希愚
- 后勤部政委王杰
- 第17师：师长张复振，政治委员刘威诚/梁励生，副师长梁励生/李慕愚，副政委秋宏，参谋长李慕愚/尤继贤（起义前五十一团一营长），政治部主任张西鼎，副参谋长尤继贤，作战科长赵守杰。
  - 第49团 后成立。团长雷展如，政治委员刘侠僧[註 5]，副团长郝世英 参谋长李东林，政治处主任芦俊峰
  - 第50团 团长陈喜谋，政治委员朱曼青（代），副团长刘汝和, 参谋长 陈光舜，政治处主任秦风
  - 第51团 团长陈居华，副政治委员徐文斌，参谋长张进修/崔秉昆。随陕南第12旅千里行军，参加了淮海战役第二阶段围歼黄维兵团作战。
- 第55师：师长杨健[2]，政治委员薛韬，副师长孙光/崔治堂，副政委雷展如，参谋长姜树德，政治部主任李书全/杨信。 1948年4月，第55师与豫陕鄂军区第3军分区合并。
  - 第163团：1948年4月1日，上级从该团抽调二个营，编为独立四团，划归陕南第二分区所辖，团长吴敬业，沿革为商洛军分区独立第六团。1949年2月团直、二营、伊阳独立团和洛南独立营合编为第十五军第43师第129团。
  - 第164团：政委沙夫。1947至1948年在卢氏县一带坚持。1949年2月编为第十三军第39师第117团。1952年6月改编为车里公安团。1952年10月改称公安第73团。1956年7月16日公安军边防第46团。1957年3月1日云南省军区公安边防第11团。1959年9月昆明军区步兵第11团（驻勐腊）。后为蒙自军分区边防某团。
  - 教导团：后沿革为陕南独立团、商洛军分区独立第五团。

该部先后参加了上党战役、平汉战役、白晋线战役、豫北战役。1947年8月随陈赓、谢富治兵团南渡黄河，挺进豫西陕南，开辟豫陕鄂解放区。南渡黄河时，编入陈谢兵团右集团，以晋冀鲁豫第八纵队第22旅为第一梯队，西北民主联军第三十八军随后跟进。500多名陕南籍干部战士组成的原豫鄂陕军区教导团与西北民主联军第三十八军教导大队合编组建西北民主联军第三十八军教导团团长郝世英，政委杨克，政治处副主任陈效真。8月22日22时从茅津渡以东的马家河底河段强渡黄河。1947年9月下旬，毛泽东电示：派一部挺进陕南、切断西荆公路，迫使胡宗南部向陕南布防，以减轻西北野战军所面临的军事压力。9月23日，中央军委电示陈谢：以主力4个旅围攻敌整15师第64旅并协同九纵打击李铁军主力，“以三十八军一部开文底，逼近潼关佯动，迷惑敌人；以刘旅（第12旅旅长刘金轩、政委李耀）附三十八军一部，立即西进，相机攻占洛南、商县、商南、山阳诸县，发动群众创建根据地。”刘伯承司令员和邓小平政委指示陈谢要大破陇海路，以便切断敌西北战场和中原战场的联系。陈谢决心留第三十八军之第55师逼近潼关佯动，迷惑敌军；第12旅及第三十八军第17师及教导团，西出陕南之洛南、商南、商县、山阳地区，创建根据地，威胁西安侧后，使西安、潼关地区之胡军不敢轻动；四纵的4个旅隐蔽东返，寻机消灭李铁军兵团一部，22旅则留潼、洛之间大破陇海铁路，以巩固战略突破成果，在破坏当时著名险桥第八号桥的时候，谢富治政委亲到现场督促检查；抽刘金轩第12旅、陈先瑞率第三十八军第17师及教导团9月24日南下开辟陕南。两支部队分工：
- 第12旅负责丹江以南地区，向山阳、镇安和鄂西北行动，创建陕南根据地；
- 第17师则于丹江以北地区牵制敌人，掩护和策应第12旅向南线展开，以保证该旅侧翼之安全，同时指挥陕南独立团（第三十八军教导团改成）就地开展斗争。第17师以卢氏县兰草、官坡地区为中心，牵制胡宗南主力整编第65师在豫陕边兜了2个圈子转战4个月（1947年11月-1948年2月）。又到豫西剿匪2个月。1948年5月2日，第17师参加宛西战役，参与围攻西峡口，俘敌700余人。宛西战役后，陈先瑞指挥第17师又挥师西进，在商洛军分区部队配合下，于5月17日收复商南县城，5月21日再次攻占龙驹寨。至此，第17师经过8个月艰苦转战，实现了立足陕南的战略任务。[4]
- 1947年9月16日，陕南工委成立，由第三十八军政治部组织部长刘庚任书记，由五十五师副师长孙光（负责军事工作）、教导团政委杨克组成新的中共陕南工作委员会(简称“陕南工委”)，受豫陕鄂前委和第三十八军副军长陈先瑞领导。其任务是开辟陕南建立根据地。第三十八军教导团500余名陕南籍的干部战士改编为陕南独立团，郝世英任团长、杨克任政委。9月21日,刘庚率陕南独立团从灵宝县五原镇出发，途经灵宝县朱阳镇和洛南县灵口、三要等地，9月26日到达留仙坪与王力及其所部会合，29日抵达龙驹寨。10月9日，陕南工委在峦庄（时属洛南）开会，研究创建根据地等问题，并决定蔡兴运、田申荣的商洛游击队（称“蔡田游击队”）扩编为第一武工队，队长蔡兴运，政委陈效真，副队长田申荣，以商县青棉沟为依托。随后又组建了第二、第三武工队。1947年10月，国民党陝西省政府成立“西荆地区清剿总指挥部”，陕东兵团副司令官谢辅三为总指挥，商南县长兼竹林关三县驻防清剿办事处主任白青云为副总指挥，各县长、地方团队以及担任清剿之部队均归其统一指挥，先后调集整编第65师、整编第84师、整编第135旅、整编第27师，以及商县、洛南、商南、山阳、镇安、蓝田、柞水保安团队万余人，对包括腰庄、两岔河、七盘磨、曹营在内的丹（江）北根据地进行清剿。1947年11月15日豫陕鄂第二地委扩大会议在蔡川干沟召开，三十八军政治部组织部长、陕南工委书记刘庚在会上宣布了豫陕鄂前委任命王力为第二地委书记、第二军分区政委，孙光为第二军分区司令员、薛兴军为副司令员。1949年5月，商洛武工队奉命参加商洛军分区发起的西进战役后撤回老区上庄坪集结待命。5月下旬商洛地委在商南赵川组建成立中共商县县委、丹凤县县委和商县、丹凤县人民民主政府。随即商洛地委率分区部队及部分地、县机关由赵川向西进击，向盘踞在商县至龙驹寨一线的第27师、新二师、保二旅、保六旅等部残敌发起最后攻击，6月1日商洛军分区所部攻取龙驹寨，6月22日解放山阳县城，7月12日解放商县县城。8月上旬，留守在商南赵川的商洛地委、专署、军分区机关撤离赵川，进驻商县城。
- 在豫西展开后，1947年9月16日西北民主联军第三十八军一部在卢氏、灵宝地区建立了豫陕鄂军区第一军分区，分区司令员殷义盛（西北民主联军第三十八军副参谋长），副司令员江文英、副司令员兼参谋长尤继贤（第三十八军第17师参谋长）。

1948年4月1日，陈谢兵团执行毛泽东指示，从军队抽调部分骨干力量，增强陕南商洛地方武装，配合第12旅和第17师在商洛、两郧地段，切断胡宗南的东南交通线西荆公路。陈谢决定从西北民主联军第三十八军第55师第163团团部归陕南第二军分区建制，编为商洛独立四团，团长张庆奎(又名张奎)，政治委员邓浩然。原陕南独立团（第三十八军教导团）改番号为商洛独立五团。一六四团划归豫西第三军分区建制；一六五团编为豫西军区警卫营。1948年5月，由第四纵队后方司令部、第三十八军直属队合编为豫西军区；另组建陕南军区，辖3个分区。1949年5月，第17师改编为中国人民解放军第十九军第57师，后改编为中国人民解放军石油工程第一师，集体转业为石油工业部运输局，现为中国石油天然气集团管道运输局。
西北民主联军第三十八军历经大小战斗260余次，毙伤俘1.5万余人，缴获火炮50余门，轻重机枪140余挺，长短枪2000多支，弹药34万余发，炸药3万多公斤，地雷200余枚，电线5000多公斤。陕南军区第17师改编为中国人民解放军第十九军第57师，后改编为中国人民解放军石油工程第一师、石油工业部管道运输局。第55师的2个团沿革为昆明军区某部。
- 郧(西)白(河)独立团：1948年3月6日，在郧西县城以12旅34团步兵排为骨干，以郧西独立营、区干队为基础,共950人合编组成郧(县)白(河)独立团。团长暂缺，副团长杨永恩，政治委员吕明浩，参谋长张毅，政治处主任赵少和。后团长杨永恩、政治委员王恩和，归鄂陕第4军分区(两郧军分区)建制。1949年5月,改为第57师第171团。1952年2月，中央军委发布转业命令。8月改编为石油工程第1师第2团。
- 上关独立团：1948年3月18日在上(津)关(漫川关)以12旅36团6个步兵排、1个迫击炮排和1个重机枪排为骨干，以上关独立营、鄂陕军政学校、12旅教导大队部分干部和知识青年为基础成立，共861人。团长齐涛，政治委员秦金铎，副团长胡承先，政治部主任许德培。对外称新8旅，归鄂陕第4分区(两郧军分区)建制。1949年5月改为陕南军区独立7团，归安康军分区建制。1950年7月,改为陕西军分区步兵独立第13团，属安康军分区建制。1952年8月,改编为石油工程第1师第3团。
- 陕南独立一团：1948年4月10日,由江南支队(驻郧县柳陂区)和江北支队在黄龙滩合编成立。团长王友常、政治委员李忠正，副政治委员兼政治处主任侯锋,参谋长陈希平，归鄂陕第4分区(两郧军分区)建制。1950年5月与均县独立团合编为湖北军区独立第九团。
- 独立第二团：1948年6月21日由驻均县城的均县独立营扩编成立。团长贾希庆,政治委员邵康。194 年3月,改编为陕南军区独立二团。1950年5月，与郧均独立团合编为湖北省军区独立第9团。
- 独立第三团：1949年7月,由宛西支队和郧阳独立营合编成立。团长暂缺，副团长崔云龙，政治委员侯锋。归两郧军分区建县制。1950年7月,改为陕西军区步兵独立第15团，归汉中军分区建制。
- 独立第四团(1)/独立第九团：1948年4月由西北民主联军38军55师163团两个营和团直机关部分人员组建。团长吴敬业，政治委员刘德深，归商南军分区建制。1949年10月改编为陕南军区独立第9团，团长兼政治委员刘德深，归安康军分区建制。1950年6月，改编为陕西省军区步兵独立第14团。
- 独立第四团(2)：1949年10月商洛军分区以山阳独立营为基础，重组独立第4团，团长张庆奎(又名张奎)，政治委员邓浩然。1950年6月,独立4团、独立5团与丹凤、商南、山阳、镇安、柞水县独立营合编为陕西省军区步兵独立12团。
- 独立第五团：1947年9月,38军教导团中的陕南籍干部战士组编成立陕南独立团归豫西2分区(商洛分区)建制。1948年4月,改编为独立第5团，归商洛军分区建制。团长郝世英，政治委员杨克。1949年11月，商洛刘岭武工队、商县支队和商县独立营人编该团，团长刘兆英，政治委员罗鸿远。1950年6月，与独立4团和丹凤、商南、山阳、镇安、柞水县独立营合编为陕西省军区步兵独立第12团。
- 独立第六团：1949年11月，前身为商洛武工队的洛南支队改编为独立第六团，归商洛军分区建制，团长蔡善杰(蔡兴运) ,政治委员陈效真。1950年6月，与西北军区独立第4团、商县独立营、洛南独立营合编为陕西省军区独立第11团。

1984年11月17日中共中央组织部、中国人民解放军总政治部联合发布《关于确定杨虎城部三十八军指战员参加革命时间的通知》“组通字〔1984〕31号”，主要内容为：凡在1936年12月，参加拥护我党政治主张，未间断革命工作的，参加革命时间，从1936年12月算起；1936年12月以后参加这支部队，未间断革命工作的，从其参加部队之日算起。

## 西北民主联军骑兵第六师
国民革命军陕北保安指挥部副指挥官胡景铎1946年10月12日入夜在横山县波罗堡以召集会议的名义，将反对起义的参谋主任薛宏道、参谋主任黑幼承、第三大队队长高乐天、政训官武之缜等人集中软禁；召开军官会议，发布起义命令，调动部署。1946年10月13日晨，迎接范明率领来接应的八路军陕甘宁晋绥联防军新编第4旅的1个连带1部电台及50余名干部进城，上午七时召集全体官兵（约600人）大会，正式宣布起义，发表《反对蒋胡卖国内战消灭异已为和平建国而奋斗》的通电，改编为西北民主联军骑兵第六师。10月14日中共中央、西北局发来贺电，并任命胡景铎为新组建的西北民主联军骑兵第六师师长。
10月13日，波罗堡北面的海流兔庙的第二十二军新编第11旅骑兵连连长杨汉三（中共党员）率部起义投奔波罗堡。  
10月13日凌晨，插入陕甘宁边区北线的尖刀位置的石湾的保安第九团团副张亚雄（中共党员）、军需主任范止英、机枪中队队长许秀歧（中共党员）、三队队长丁彦荣等人率领所部600余人，打开城门迎接八路军绥德军分区副政委高朗亭率领的接应部队：绥德军分区警备三营和游击队共400余人进城，包围了保九团团部、国民党绥德子长县“联合党部”及县武装200余人，迫使保九团团长张子亚于13日中午12时投降。  
10月13日在高镇，保九团副团长秦悦文和第二大队大队长吴凤德也宣布起义。高镇附近的吴家园侧、油房头各据点也参加了起义。
10月13日起，八路军先后攻克镇川城西北角、薛家寨、鱼河堡、吴家园子、麒麟沟等据点，并扫除武家坡、横山敌外置据点。14日全部占领镇川、武家坡、鱼河堡，八路军遂一面配合起义部队包围响水堡，一面向吴庄、兴隆寺、旧寨、安崖地等地进攻。15日攻克万佛洞、乌龙山。 
10月16日第二十二军独立骑兵团团长王永清（王锁子）、副团长邬板定及地方势力500多人，经胡景铎做说服工作，参加起义。该团原为国军第二十二军骑兵第6师第17团，1945年10月撤销骑6师番号后，王团成为第二十二军直属骑兵团。横山起义后，该团调往榆林县乌拉耳林。1946年10月下旬王永清率部反叛，发生“乌拉耳林事件”，伊克昭盟工委书记和乌审旗工委书记等九人被王永清诱捕移送第二十二军榆林监狱关押。
10月21日八路军与起义部队攻打无定河以南唯一残存的据点响水堡，第二十二军2个营由榆林南下驰援。共军以一部兵力监视响水堡，主力北移打援，当晚于无定河北岸白界经4小时战斗将援军全歼。21日，攻克响水堡。迫使临近的五龙山、殿市、韩家岔、横山城的几个保安中队相继起义，北线战役结束。北线战役和横山起义胜利的直接结果是：12万居民、2万平方公里土地被八路军解放。国军在北线丧失了25个坚固据点，40多个连的兵力。 国军新编第十一旅和第二十二军部分官兵共5000余人脱离内战战场走上革命道路。
11月4日在武镇广场举行庆祝西北民主联军骑兵第六师成立典礼，胡景铎宣誓就任师长职并发表骑六师成立通电。范明就任师政治部主任、师党委书记（从策略上考虑，为与八路军有所区别，不设政委），绥德地委统战部副部长师源就任师政治部副主任。11月27日胡景铎任新成立的榆横行政区（辖横山、镇川两县）政务委员会主任。由于横山起义中的王锁子团叛变和起义后个别连队企图叛变，毛泽东决定骑兵六师南下延安整训。11月29日在武镇前川广场举行的南下延安动员大会上，宣布毛泽东主席的命令。11月30日，骑兵第六师第2团首先出发南下。12月4日，第二梯队从武镇出发南下，6日到达绥德，胡景铎出席绥德各界欢迎大会并致答谢词。12月17日胡景铎率部到达延安，受到延安党政军领导和群众的热烈欢迎。12月18日在延安各界举行的欢迎晚会上胡景铎作骑六师起义经过及目的的报告。12月21日晚7时半，胡景铎在新华广播电台向全国发表演讲，痛斥蒋介石内战独裁、残害人民的种种罪行，号召三秦子弟和全国一切正义力量团结起来，打倒蒋介石、胡宗南，为实现和平、民主、独立而斗争。12月24日胡景铎受到毛泽东主席和刘少奇、周恩来、朱德、任弼时、彭德怀等中央领导人的接见，毛泽东高度评价了骑六师起义的意义。12月底，西北局决定由杨拯民（杨虎城之子）接替范明任骑兵六师政治部主任、师党委书记。 
1947年1月1日 骑六师在延安举行“打回关中去，解放大西北”誓师大会。1947年春节前夕西北局给骑六师将士颁发“横山起义纪念章”。1947年2月3日黄龙游击队的5个队编入“西北民主联军骑兵第六师”。2月8日胡景铎率骑六师赴甘泉县清泉沟进行整训。3月7日胡景铎率骑六师从清泉沟出发，18日移驻店子原进行整军备战。5月21日胡景铎率骑六师赴张洪原店头一带配合兄弟部队攻打旬邑，22日解放旬邑。6月3日胡景铎率部参加太堡村歼灭战。6月7日胡景铎任南线指挥部副司令员，王世泰任司令员，张德生任政委，负责统一领导关中地区军事行动。6月24日南线指挥部决定，走出边区向新区发展，胡景铎率二梯队到张洪原向彬县世家店方向发展。
1947年9月底编入西北野战军第四纵队序列时，师长胡景铎，政治委员李宗贵（兼），副师长杨拯民，参谋长张涛，政治部主任师源，人员仅有一千人。第一团团长张亚雄。虽然划归四纵队，实际上仍由西北局直接领导。1947年11月参加攻打第二次榆林战役。直至1948年西府战役后才归建。1949年2月经整顿缩编成一个团，即中国人民解放军第四军第10师第28团，团长张亚雄，1952年9月全团1900余人转为工程部队。骑六师师部与第四纵队警备第4旅合编为中国人民解放军第四军第12师，1952年9月第12师改编为公安第20师。 